# Službena pištola
Službena pištola je kakršnokoli ročno strelno orožje oziroma bočno orožje, ki je v uporabi med vojaškimi osebami ali organi pregona kar je v največ primerih Policija. Prav tako je znano kot osebno orožje.
Tipične službene pištole so revolverji oziroma polavtomatske pištole uporabljajo jih častniki, podčastniki in ostalo podporno osebje v zaledju za samoobrambo, prav tako se lahko službena pištola uporablja v specialnih enotah kot sekundarno orožje oz. rezervno orožje njihovemu primarnemu orožju. Pištole v večini primerov niso v uporabi v bojnih vrstah pehotnih enot.
Preden je bilo strelno orožje uvedeno v uporabo, so častniki in podčastniki namesto pištol nosili sablje.